# 蒙特勒永
蒙特勒永（法語：Montreuillon，法語發音：[mɔ̃tʁœjɔ̃]）是法国涅夫勒省的一个市镇，属于希农堡（城）区。

## 地理
蒙特勒永（47°10'27"N, 3°47'17"E）面积35.55 平方千米，位于法国勃艮第-弗朗什-孔泰大區涅夫勒省，该省份为法国中部省份，北至约讷省，西北接卢瓦雷省，西接谢尔省，南至阿列省，东南接索恩-卢瓦尔省，东临科多尔省。
与蒙特勒永接壤的市镇（或旧市镇、城区）包括：塞尔翁、巴祖瓦地区欧奈、布利姆、埃皮里、梅尔、莫尔旺地区蒙蒂尼、约讷河畔穆龙、沃克莱。

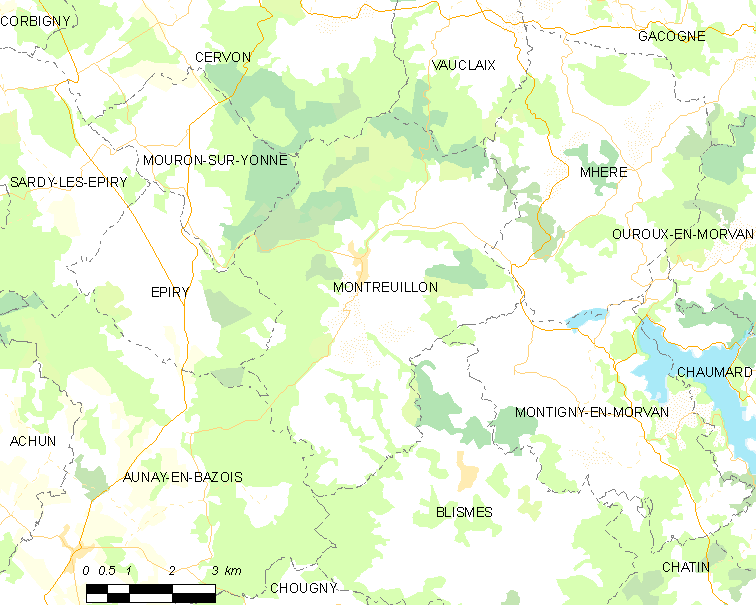
蒙特勒永的OSM定位图

蒙特勒永的时区为UTC+01:00、UTC+02:00（夏令时）。

## 行政
蒙特勒永的邮政编码为58800，INSEE市镇编码为58179。

## 政治
蒙特勒永所属的省级选区为希农堡县。

## 人口

1962-2008年间蒙特勒永人口变化图示

蒙特勒永于2022年1月1日时的人口数量为248人。